# (188973) Siufaiwing
(188973) Siufaiwing est un astéroïde de la ceinture principale.

## Description
(188973) Siufaiwing est un astéroïde de la ceinture principale. Il fut découvert le 3 mars 2008 à XuYi par le programme de relevé astronomique d'objets géocroiseurs de l'observatoire de la Montagne Pourpre (PMO NEO). Il présente une orbite caractérisée par un demi-grand axe de 2,19 UA, une excentricité de 0,10 et une inclinaison de 5,4° par rapport à l'écliptique.

## Compléments